# Маниема
Маниема (фр. Maniema) — провинция Демократической республики Конго, расположенная на востоке страны. Граничит с провинциями Санкуру на западе, Чопо на севере, Северным и Южным Киву на востоке и провинциями Ломами и Танганьика на юге.

## География
Общая площадь Маниемы составляет 132 250 км². В провинции проживает около 1 246 787 жителей (плотность населения — 9,43 чел./км²). С юга на север через Маниему протекает река Луалаба. Административный центр — город Кинду (к тому же город является конечной станцией железнодорожной линии, соединяющей восточную часть Демократической республики Конго с железнодорожной сетью в южной части Африки).

## История
В XIX веке была известна как Киву (фр. Kivu), затем была разделена в 1988 году. Теперь Киву — это Маниема, Северное и Южное Киву. В результате конституционной реформы 2005 года, коснувшейся административного деления Конго, границы Маниемы изменений не претерпели.

## Административное деление
- Города
  - Кинду
    - коммуна Алунгили (Alungili)
    - коммуна Касуку (Kasuku)
    - коммуна Микеленге (Mikelenge)
- Территории
  - Кабамбаре (Kabambare)
  - Каило (Kailo)
  - Касонго (Kasongo)
  - Кибомбо (Kibombo)
  - Лубуту (Lubutu)
  - Панги (Pangi)
  - Пуния (Punia)

## Экономика

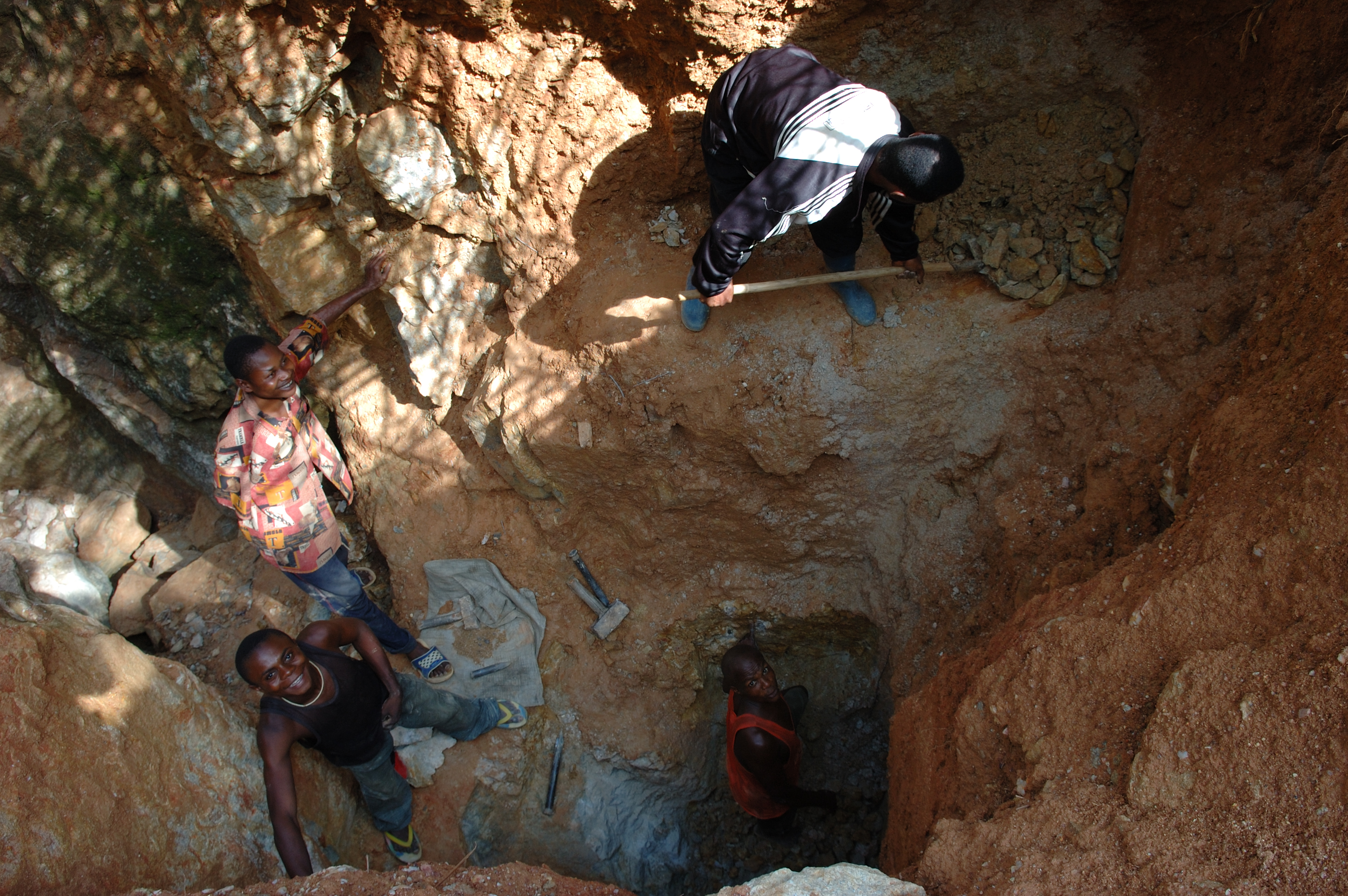
Вольфрамитовая шахта в Кайло, Маниема, 2006 год.

Ввиду того, что южная и восточная части демократической республики Конго богаты полезными ископаемыми, в Маниеме занимаются добычей вольфрама, тантала (а именно колумбит-танталита), олова (в частности, в Калиме) и золота.